# حسن آقاکریمی
حسن آقاکریمی (زاده ۱۰ اردیبهشت ۱۳۳۶ - تهران) کارگردان و تهیه‌کننده اهل ایران است.

## کارگردان
- آقای مدیر (۱۳۹۰)
- سفر مرگ (۱۳۸۷)

## تهیه‌کننده
- فرار از قلعه رودخان (۱۳۹۳)
- موقت (۱۳۹۳)
- سفر مرگ (۱۳۸۷)
- قفل‌ساز (۱۳۸۵)